# Michel Marre
Michel Marre (Rodez, 12 augustus 1946) is een Amerikaanse jazztrompettist (ook bugel, tuba, eufonium, clairon, saxofoon, piano) en -componist.

## Biografie
Na het voltooien van een klassieke piano-opleiding, ontdekte Marre jazz op 18-jarige leeftijd. Hij begon zijn carrière als jazzmuzikant bij de New Orleans Hot Peppers, die het repertoire van King Oliver, Louis Armstrong, Duke Ellington en Fletcher Henderson speelden. Vanaf 1971 verbleef hij twee jaar in Afrika en ontdekte hij de mogelijkheden van freejazz. Na zijn terugkeer in Frankrijk studeerde hij de muziek van Zuid-Frankrijk en Bretagne en nam hij deel aan verschillende opnamen van het Intercommunal Free Dance Music Orchestra van François Tusques, meest recentelijk op het album Après la Marée Noire (1979). In 1979 richtte Marre de Afro-Occitaanse fusionjazzformatie Cossi Anatz op, met wie hij op verschillende festivals optrad. In 1985 begeleidde hij Archie Shepp en werkte hij aan zijn album Hommage à Billie Holiday. Als sideman werkte hij o.a. met Sophia Domancich, Claude Martí, Jean-Marc Padovani, Louis Sclavis, Daniel Humair, Jean-Marie Carlotti, Marc Ducret, Mal Waldron, Henri Texier (La Companera, 1989) en Serge Lazarevitch.
In 1998 ontving Marre een beurs om in de Villa Medici te verblijven, waar hij zich toelegde op het componeren van nieuwe muziek. Na zijn terugkeer in Frankrijk schreef hij muziek voor orkest en richtte hij Gavachs op, een twaalfkoppig orkest met Indiase en Franse muzikanten, dat ook ongebruikelijke instrumentale klankkleuren bevat, zoals de draailier en exotische drums zoals de dholak en crotales. In de jaren 2000 toerde hij door Rajasthan, Roemenië en Hongarije. In Rusland werkte hij met het Novosibirsk Orchestra en in Kirgizië met het Kirgizische nationale ensemble. Met 120 musici stelde hij de formatie Harmonie Européenne samen. Vanaf 2006 was hij drie jaar lid van het Orchestre National de Jazz onder leiding van Franck Tortiller. In 2011 richtte hij de Michel Marre Ethnic Héritage op, die werd gepresenteerd op het Festival de Radio France.

## Discografie
- 1986: Mal Waldron / Doudou Gouirand / Michel Marre: Space (52 Rue Est)
- ????: Sardana Jazz
- ????: Marre Fiction
- 1991: Down to the Fiesta
- 1993: Waldron, Marre, Gouirand: Le Matin D'Un Fauve
- 1994: Mindélo (met Doudou Gouirand, Joël Allouche, Michel Godard, René Nan, Pierre Peyras e.a.)
- 1995: Jean-Marie Carlotti, Michel Marre Trobar, Chansons des Troubadours (Silex Records)
- 2002: Indians Gavachs (Nord Sud, met Sylvain Beuf, Jean-Marc Padovani, Guillaume Orti, Dominique Rejef, Shibdatt Gokul, Philippe Renault, Francesco Vastellani, Gazzi Khan, Firaz Manganhiars, François Thuillier, Julien Armani)
- 2004: Mamaliga Mood